# Acumulación originaria
La acumulación originaria, acumulación previa o acumulación primitiva es un concepto acuñado por Karl Marx en los capítulos XXIV y XXV del primer volumen de El capital. Es una precondición de los procesos de acumulación del capital. Esta acumulación dependió abrumadoramente de la colonización América y las Indias Orientales, en particular el comercio de esclavos, por las naciones europeas.

El capítulo sobre la acumulación primitiva no pretende más que trazar el camino por el cual surgió el orden económico capitalista, en Europa Occidental, del seno del régimen económico feudal. Por ello describe el movimiento histórico que, al divorciar a los productores de sus medios de producción, los convierte en asalariados (en proletarios, en el sentido moderno de la palabra), al tiempo que convierte en capitalistas a quienes poseen los medios de producción. En esa historia hacen época todas las revoluciones que sirven de palanca al avance de la clase capitalista en formación; y sobre todo las que, después de despojar a grandes masas de hombres de sus medios tradicionales de producción y subsistencia, las arroja súbitamente al mercado del trabajo. Pero la base de todo este desarrollo es la expropiación de los cultivadores.

Marx dice que la acumulación primitiva significa la expropiación de los productores directos, y más específicamente, "el aniquilamiento de la propiedad privada que se funda en el trabajo propio, esto es, la expropiación del trabajador", permitiendo un elemento clave del capitalismo: "la explotación del trabajo formalmente libre de otros, es decir, el trabajo asalariado". El sentido de la acumulación primitiva es privatizar los medios de producción, de tal modo que sus propietarios puedan aprovecharse de la existencia de población sin medios que tiene que trabajar para ellos. Esa privatización afectó sobre todo a las grandes masas rurales, que eran expulsadas del campo y respondía a un programa político que se ha llamado individualismo agrario. La privatización destruía decenas de formas tradicionales de definir los derechos de acceso de la población a los medios de producción y los recursos naturales: vinculación de los siervos a la tierra, derechos comunales, derechos de compascuo, derechos de campo abierto y otros.

## Los mitos de la economía política según Marx
Marx acuñó la noción de "acumulación originaria" y usó ejemplos históricos para darle cuerpo, como forma de criticar lo que pensaba que eran mistificaciones ideológicas sobre los orígenes del capitalismo. Y escribió:

Esta acumulación originaria desempeña en economía política aproximadamente el mismo papel que el pecado original en la teología. Adán mordió la manzana y con ello, el pecado se posesionó del género humano. Se nos explica su origen contándolo como una anécdota del pasado. En tiempos muy remotos había, por un lado, una elite diligente, y por el otro una pandilla de vagos y holgazanes. Ocurrió así que los primeros acumularon riqueza y los últimos terminaron por no tener nada que vender excepto su pellejo. Y de este pecado original arranca la pobreza de la gran masa (que aún hoy, pese a todo su trabajo, no tiene nada que vender salvo sus propias personas) y la riqueza de unos pocos, que crece continuamente aunque sus poseedores hayan dejado de trabajar hace mucho tiempo.

Frente a estos mitos de la economía política, Marx considera que lo que tiene que explicarse es cómo se establecieron históricamente las relaciones de producción capitalistas. Es decir, cómo los medios de producción se convirtieron en mercancías que se poseen y se pueden comprar y vender, y cómo es que los capitalistas pueden encontrar trabajadores en el mercado de trabajo desposeídos de medios de vida y, en esas condiciones, dispuestos a trabajar para ellos:

Los capitalistas industriales, esos nuevos potentados, debieron por su parte no sólo desplazar a los maestros artesanos gremiales, sino también a los señores feudales, quienes se encontraban en posesión de las fuentes de la riqueza. En este aspecto, su ascenso se presenta como el fruto de una lucha victoriosa contra el poder feudal y sus sublevantes privilegios, así como contra los gremios y las trabas opuestas por éstos al desarrollo libre de la producción y a la explotación libre del hombre por el hombre. No obstante, si los caballeros de industria lograron desalojar a los caballeros de espada, ello se debió únicamente a que los primeros explotaron acontecimientos en los cuales no les cabía culpa alguna. Ascendieron empleando métodos tan innobles como los que otrora permitieron al liberto romano convertirse en amo de su patronus.

## Rasgos históricos generales de la acumulación primitiva
En la prehistoria del capitalismo, según Marx, se dieron dos procesos relativamente independientes que, al encontrarse, definieron el capitalismo. 

Por una parte se formó un mercado cada vez más globalizado vinculado al crecimiento del comercio durante siglos, con florecimientos parciales en el Mediterráneo durante los siglos XIV y XV, y que quedó firmemente establecido a escala global en el siglo XVI, con la expansión imperial europea por todo el globo. En ese proceso se acumulaba dinero y este se reinvertía en aventuras comerciales, dando lugar a grandes fortunas y nuevos polos de poder financiero. Sin embargo, ese capitalismo comercial y financiero por sí mismo no cambiaba la forma general de las sociedades agrarias europeas. En este proceso, sus protagonistas actuaban siguiendo lo que Max Weber denominó el "espíritu del capitalismo" pero para Marx, así como para Weber, eso no generaba "sociedades capitalistas".

El descubrimiento de las comarcas auríferas y argentíferas en América, el exterminio, esclavización y soterramiento en las minas de la población aborigen, la conquista y el saqueo de las Indias Orientales, la transformación de África en un coto reservado para la caza comercial de pieles-negras, caracterizan los albores de la era de producción capitalista. Estos procesos idílicos constituyen factores fundamentales de la acumulación originaria. Pisándoles los talones, hace su aparición la guerra comercial entre las naciones europeas, con la redondez de la tierra como escenario. (...) Los diversos factores de la acumulación originaria se distribuyen ahora, en una secuencia más o menos cronológica, principalmente entre España, Portugal, Holanda, Francia e Inglaterra. En Inglaterra, a fines del siglo XVII, se combinaban sistemáticamente en el sistema colonial, en el de la deuda pública, en el moderno sistema impositivo y el sistema proteccionista. Estos métodos, como por ejemplo el sistema colonial, se fundan en parte sobre la violencia más brutal
Karl Marx, El Capital

Por otro lado estaba la desvinculación del productor de los medios de producción, un proceso marcado por la violencia, la conquista, la piratería y el robo. En Europa, esa desvinculación significaba acabar con las formas tradicionales de uso colectivo de la tierra y los derechos de señoriales o feudales sobre la tierra o sus productos que protegían a una gran masa de campesinos europeos. En otros lugares podía tomar formas diversas, así, Von Humboldt cuenta cómo una flota ballenera se acercó una isla del pacífico y ofreció contratos de trabajo a sus habitantes. Estos no mostraron interés, pues tenían sus propias formas de vida, ante lo que los balleneros asaltaron la isla, quemaron los almacenes de víveres y los bosques donde la población recogía libremente la fruta. Desprovistos de sus medios de subsistencia, los habitantes de la isla pasaron a ser voluntarios trabajadores asalariados para la flota ballenera.

La expropiación que despoja de la tierra al trabajador, constituye el fundamento de todo el proceso. De ahí que debamos considerarla en primer término. La historia de esa expropiación adopta diversas tonalidades en distintos países y recorre en una sucesión diferente las diversas fases. Sólo en Inglaterra, y es por eso que tomamos de ejemplo a este país, dicha expropiación reviste su forma clásica.
Karl Marx. El Capital

## Los ejemplos históricos
En El Capital, Marx utiliza dos ejemplos históricos, el caso británico entre el siglo XV y el siglo XIX, y las colonias británicas del siglo XIX. 
En primer lugar, toma el "caso británico" como prototipo de la desposesión de derechos de los campesinos en Europa. Los siervos, al ser liberados de sus obligaciones feudales, también perdieron sus derechos a ocupar una parcela y cultivarla, a pasó a ser propiedad privada del antiguo señor feudal. Además, pocos pero pequeños propietarios que dejaron de utilizar las tierras comunales de los municipios cuando estas se convirtieron en bienes privados, de modo que vieron disminuidos sus medios de vida y se vieron obligados a endeudarse y, a medio plazo, perder las pocas tierras que poseyesen.
Marx analiza la legislación que desde el siglo XV, gradualmente, permitió ese proceso de expropiación (hay que tener en cuenta que el parlamento británico representaba los intereses de los grandes propietarios agrarios). También da cuenta de las alarmas sociales generadas por las sucesivas "oleadas de población desposeída" que, impedida de ganarse la vida, pasaron a vagar por los caminos. La aparición de tantos hombres y mujeres sin recursos, pidiendo por los caminos y ciudades generó una red de "casas para pobres" (poorhouses) en las que se les recluía y se les obligaba a trabajar para tener derecho a la caridad pública. Esas instituciones, en las que se podía concentrar el trabajo forzado de centenares de personas sin cualificaciones artesanales, incluyendo niños, se transformaron en un modelo para la producción de bienes manufacturados en serie. Con el desarrollo de capitalismo industrial, las fábricas de enrolamiento "libre" sustituirían a las casas para pobres.

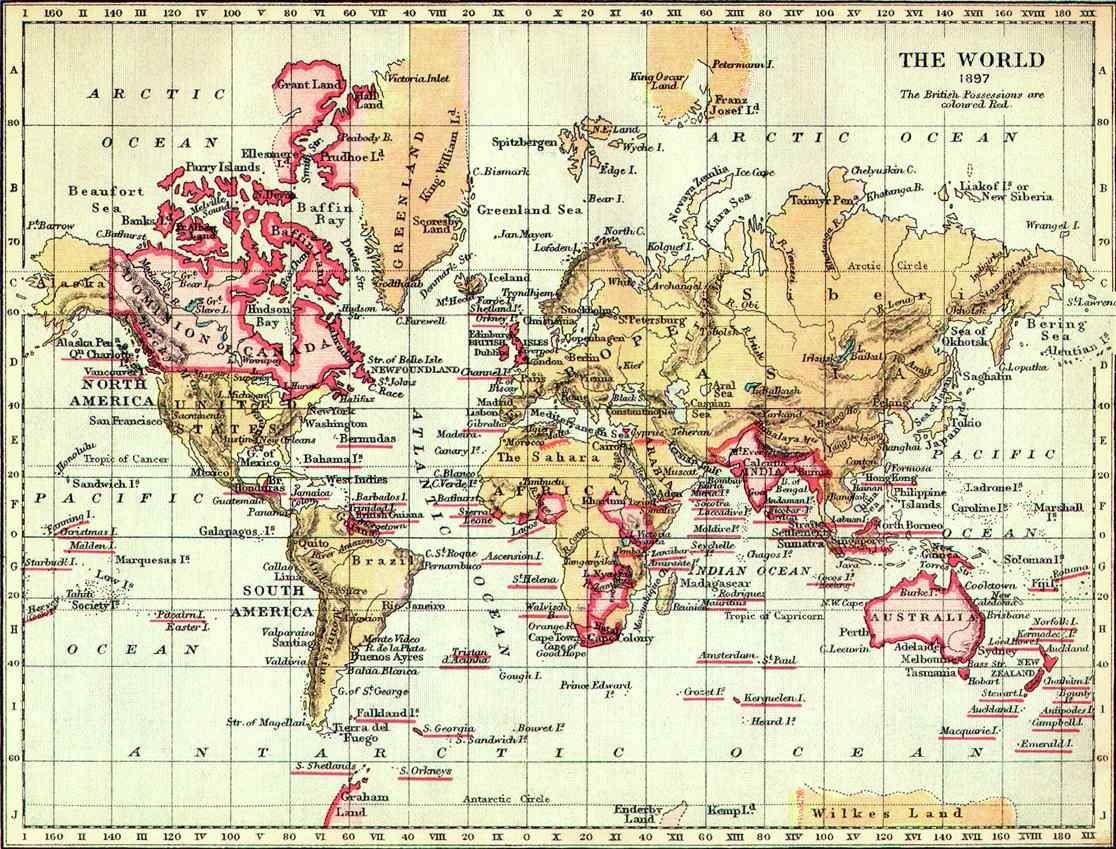
Mapa de las colonias británicas a finales del.

En segundo lugar, Marx habla de la "colonización". Pero no para dar cuenta de la relación entre la metrópolis y las colonias, es decir del colonialismo o el imperialismo. Habla de lo que se podía ver en las colonias a mediados del siglo XIX como un ejemplo de lo que ya había pasado en Gran Bretaña, y en la mayor parte de Europa: la expropiación de la población. Y le da un sentido ontológico-geográfico: los obreros solo son obreros allí donde ya han sido expropiados de los medios de producción, cosa que no sucede en las colonias en la medida en que existan tierras vírgenes y no se ponga en vigor una legislación represiva que impida a la población apropiarse de ellas y cultivarlas de modo independiente. 
Por eso Marx cuenta la "anécdota de Mr. Peel" en las colonias del río Swan, que se llevó allí unos centenares de obreros empaquetados con familia y todo. Esperaba beneficiarse de tener una fábrica de textiles colocada cerca de donde se producían las materias primas, pero se encontró que esos obreros, llegados a tierras casi vírgenes, prefirieron convertirse todos en campesinos independientes: adentrarse en la selva, abrir un claro del terreno y cultivar por su cuenta. La existencia de tierras vírgenes (medios de producción a su libre disposición) hacía que dejasen de ser obreros, condición que solo portaban en Inglaterra, donde no tenían acceso a ningún medio de producción. Así, lo que Peel veía claro con las categorías de la economía política: que él poseía el dinero y las máquinas, que los obreros eran obreros y que estarían encantados de firmar los contratos de trabajo; lejos de Inglaterra se demostraba falso. Allí donde no existían las relaciones de producción capitalistas, es decir, allí donde los medios de producción no estaban monopolizados en las manos de una clase social restringida, los obreros no acudían voluntariamente a trabajar en su fábrica.
Ante estos casos, Marx muestra la abundante legislación en las colonias destinada a impedir que los indígenas y los emigrantes blancos se apropiasen libremente de tierras vírgenes. La economía de plantación esclavista, inexistente en Gran Bretaña, podía explicarse en Estados Unidos por la dificultad de tener trabajadores asalariados, pues todo hombre libre siempre podía preferir ir al oeste. 
Es significativo comprobar la sensibilidad a los problemas de la acumulación originaria por parte de intereses manufactureros estadounidenses de la costa este desde finales del siglo XVIII, intereses que quisieron frenar la expansión al oeste. Su expresión clásica, el Informe sobre las Manufacturas de Alexander Hamilton (considerado uno de los padres del liberalismo clásico) solicitaba al Congreso encarecer el acceso a las tierras de frontera, establecer contratos de inmigración que obligasen a los europeos recién llegados a trabajar en las manufacturas (antítesis de la libre elección de profesión) y enrolar en las fábricas a personas sin derechos políticos: mujeres y niños. Sin embargo, las mayorías republicanas en el Congreso (frente a los federalistas de Hamilton), y después las demócratas, tuvieron en la conquista del Oeste el mito de la independencia individual y, a expensas del genocidio indígena, atrasaron la formación de una clase obrera estadounidense totalmente desposeída hasta finales del siglo XIX. Había trabajadores asalariados, pero con un alto poder de negociación en la medida en que siempre podían tener como opción "irse al oeste".

## Críticas teóricas e históricas a la teoría de Marx

### Críticas de Joseph Schumpeter
El economista y sociólogo Joseph Schumpeter planteó las razones de su desacuerdo con la explicación marxista del origen del capital, partiendo de las mismas premisas y enfocándose en su carácter autocontradictorio:

El problema de la acumulación originaria se presentó primero a muchos autores, principalmente, a Marx y los marxistas, que adherían a una teoría de la explotación del interés y que, por lo tanto, tuvieron que hacer frente a la cuestión de cómo los explotadores se aseguraron el control de una reserva inicial de 'capital' (como sea que se defina) con el cual explotar - una cuestión que la teoría es per se incapaz de responder, y la cual sólo puede responderse, obviamente, de una manera irreconciliable con la idea de explotación.

Schumpeter argumentó que el colonialismo no pudo ser un sistema de arranque necesario para el capitalismo, ya que el capitalista debió entonces disponer de un capital previo para lograr el poder social que lo transformara en colonialista. Tampoco el capitalismo podría haber sido necesario para fortalecer el colonialismo, ya que el colonialismo fue preexistente al capitalismo. Schumpeter considera que, sea cual sea la evidencia empírica acerca de la existencia del imperialismo, el comercio mundial capitalista, por principio, solo se pudo ampliar por razones pacíficas. Si el imperialismo se produjo, afirma Schumpeter, no tuvo nada que ver con la "naturaleza intrínseca del capitalismo" o con la "expansión del mercado capitalista". La distinción entre Schumpeter y Marx aquí es sutil pero crucial. Marx afirmó que el capitalismo requiere de la violencia y el imperialismo, en primer lugar para poner en marcha el capitalismo con un botín inicial y para desposeer a una población que así podría ser inducida a entrar en las relaciones capitalistas en condición de obreros, y, a continuación, como una forma para superar los mortales contradicciones generadas dentro de las relaciones capitalistas a lo largo del tiempo. 

Hemos visto cómo se convierte el dinero en capital, cómo sale de éste la plusvalía y de la plusvalía más capital. Sin embargo, la acumulación de capital presupone la plusvalía; la plusvalía, la producción capitalista, y ésta, la existencia en manos de los productores de mercancías de grandes masas de capital y fuerza de trabajo. Todo este proceso parece moverse dentro de un círculo vicioso, del que sólo podemos salir dando por supuesto una acumulación «originaria» anterior a la acumulación capitalista, una acumulación que no es fruto del régimen capitalista de producción, sino punto de partida de él.

Schumpeter señala entonces que esta "acumulación" creadora de la burguesía capitalista presupone a su vez a la burguesía como sujeto y objeto del proceso. Luego, si el capital fue el sujeto de la supuesta expropiación, la nobleza feudal debió transformarse espontáneamente en otra clase productora de mercancías agrarias y luego acometer la expropiación de trabajadores propietarios no mercantiles, lo cual contradice no solo la teoría marxista sino la historia siendo que los cercamientos solo convirtieron a los señores en propietarios completos de la tierra en tanto los campesinos en arrendatarios de aquellos a la vez que propietarios completos de su producción. En cuanto al capital como objeto, si se presupone que preexistía una burguesía capitalista urbana que habría hecho posible el consumo de la nueva producción mercantil, no hay forma de explicar cómo este capital inicial se originó salvo apelando a nociones que el mismo Marx había desechado al inicio de su obra (el "intercambio desigual", el crédito usurario, etc.) ya que se encuentran fuera de la esfera de la producción y dentro de la esfera de la circulación, por lo cual su misma aceptación entra en contradicción con la supuesta necesidad del capital de la apropiación permanente de trabajo asalariado para poder existir, y por ende con la misma necesidad de una separación entre trabajo y capital para la obtención de plusvalía, lo cual socava el basamento de toda la teoría que hizo necesaria la hipótesis de una acumulación "originaria". 
Schumpeter argumentaba, en cambio, que el imperialismo moderno, como tantas otras formas de apropiación violenta, es en general e históricamente un hecho previo al capitalismo, y en particular un impulso atávico que persigue el Estado absolutista en forma independiente de los intereses económicos de la clase dominante en la sociedad burguesa:

El imperialismo es una de las herencias de la monarquía absoluta o de Estado. Nunca podría haber evolucionado de la 'lógica interna' del capitalismo. Sus fuentes provienen de la política de los príncipes y las costumbres de un ambiente precapitalista. Pero incluso no es imperialismo la exportación de un monopolio, y éste nunca se habría transformado en imperialista por las solas manos de una burguesía pacífica. Si esto ocurrió es sólo porque la máquina de guerra, su ambiente social, fue producto de una clase marcialmente orientada (es decir, la nobleza) que se mantuvo a sí misma en una posición dominante y con la cual todos los diversos intereses productores de armamento de la burguesía de la guerra podían aliarse. Esta alianza mantuvo viva los instintos de lucha y las ideas de dominación. Esto llevó a relaciones sociales que tal vez en última instancia se pueden explicar en los términos de las relaciones de producción, pero no como un producto de las relaciones productivas del capitalismo por sí mismo.

Para Schumpeter, así como para otros autores como Ludwig von Mises y Friedrich Hayek, la necesidad de vender el propio trabajo no deriva de la pobreza del obrero sino, por el contrario, de la demanda de mano de obra en una producción a gran escala que hace usualmente más productiva la paga de trabajo asalariado respecto a la creación de empresas de trabajadores capitalistas asociados o de cooperativas obreras, cuestión que sería señalada por el economista keynesiano James Meade por la cual la fragmentación de la economía en empresas manejadas por los trabajadores implica el sacrificio de importantes economías de escala así como en eficiencia y plasticidad para la reutilización del capital, lo cual ya Max Weber había descrito en una de sus críticas al marxismo:

Esta inevitable burocratización universal es lo que, muy en particular, se esconde tras una de las frases socialistas más citadas: la de la «separación del obrero de los medios de producción». ¿Qué significa eso? El obrero, se nos dice, está «separado» de los medios materiales con los que produce, y en esta separación se basa la esclavitud salarial a que se ve sometido. Al decir esto se piensa en el siguiente hecho: en la Edad Media, el trabajador era dueño de los utensilios con que producía, mientras que un asalariado de hoy, evidentemente, ni lo es ni lo puede ser, y ello tanto si la mina o la fábrica en cuestión son explotadas por un empresario privado, como si lo son por el Estado. 'También significa lo siguiente: el artesano compraba él mismo las materias primas que transformaba, cosa que no ocurre ni puede ocurrir hoy en el caso del asalariado; consecuentemente, el producto quedaba en la Edad Media –y queda todavía donde sigue existiendo el artesanado– a la libre disposición de cada artesano, que podía venderlo en el mercado y explotarlo en provecho propio, mientras que en las grandes fábricas de hoy no queda en propiedad del obrero, sino de quien es dueño de estos medios de producción, bien sea, como ya se indicaba antes, el Estado, bien sea un empresario privado. Esta es la verdadera situación actual, pero se trata de una situación que de ningún modo es peculiar del proceso de producción económico. Eso mismo constatamos también, por ejemplo, en el ámbito de la universidad. El antiguo profesor o catedrático de universidad trabajaba con la biblioteca y los medios técnicos que él mismo encargaba y adquiría, y así producían los químicos, por poner un caso, todas aquellas cosas que necesitaban para trabajar científicamente. El grueso de quienes trabajan hoy en la universidad moderna, especialmente los trabajadores de los grandes institutos, se encuentran a este respecto exactamente en la misma situación que cualquier obrero. Pueden ser despedidos en todo momento. Dentro de las dependencias del instituto no tienen otros derechos que los obreros en el recinto de la fábrica. Al igual que éstos, también ellos han de someterse al reglamento fijado. No tienen ningún derecho de propiedad sobre los materiales o aparatos, máquinas, etc., que se utilizan en un instituto físico o químico, en uno anatómico o clínico; todo eso es de propiedad pública, aunque bajo la administración del director del instituto, que se encarga de cobrar las tasas correspondientes; el asistente, por su parte, percibe un sueldo que no difiere esencialmente del de un obrero cualificado. Exactamente lo mismo encontramos en el ejército. El caballero de otrora era dueño de su caballo y de su armadura. De alimentarse y armarse tenía que ocuparse él por su cuenta. La constitución militar de entonces se basaba en el principio del autoequipamiento. Tanto en las ciudades antiguas, como también en los ejércitos de caballeros feudales de la Edad Media, cada uno se tenía que agenciar su armadura, su lanza y su caballo, y traerse los víveres. El ejército moderno surgió en el momento en que se introdujo el menaje de los soberanos, es decir, cuando el soldado y el oficial (que ciertamente son algo distinto del funcionario, pero que en este sentido son equiparables a él) dejaron de ser dueños de los instrumentos bélicos. En esto se basa, precisamente, la cohesión de los ejércitos modernos. También por eso no tuvo posibilidad durante mucho tiempo el soldado ruso de huir de las trincheras, ya que existía este aparato del cuerpo de oficiales, de la intendencia y de los demás funcionarios, y todos sabían en el ejército que su existencia entera y, por supuesto, su alimentación dependían de que funcionara este aparato. Todos ellos estaban «separados» de los instrumentos bélicos, al igual que el obrero lo está de los medios de la producción. En la misma situación que un caballero se hallaba un funcionario de la época feudal, es decir, un vasallo investido de la soberanía administrativa y judicial. Tenía que pagar de su propio bolsillo los gastos de la administración y de la justicia, y para ello recaudaba impuestos. Estaba, pues, en posesión de los medios administrativos. El Estado moderno surge a raíz de que el soberano incorpora eso a su propio menaje, emplea a funcionarios a sueldo y con ello consuma la «separación» de los funcionarios de los medios de trabajo. Por todas partes, pues, lo mismo: los medios de producción en el seno de la fábrica, de la administración pública, del ejército y de los institutos universitarios quedan concentrados merced a un aparato humano burocráticamente organizado en las manos de quien rige este aparato. Esto se debe, en parte, a razones de tipo puramente técnico, a la naturaleza de los modernos medios de producción: máquinas, cañones, etc.; pero en parte, también, sencillamente a la mayor eficacia de esta clase de acción conjunta de las personas: al desarrollo de la «disciplina», de la reglamentación del ejército, de la administración, del taller, de la empresa. De cualquier modo, es un error grave considerar que esta separación del obrero de los medios de producción es algo exclusivo y peculiar de la economía privada. Este estado fundamental de las cosas no cambia lo más mínimo cuando se sustituye a la persona que rige dicho aparato; cuando, por ejemplo, manda en él un presidente estatal o un ministro, en lugar de un fabricante privado. La «separación» de los medios de producción sigue persistiendo en cualquier caso. Mientras existan minas, altos hornos, ferrocarriles, fábricas y máquinas, nunca serán propiedad de uno solo o de varios obreros en idéntico sentido a como los medios de producción de un ramo artesanal eran en la Edad Media propiedad de un maestro gremial, de una cooperativa artesana local o de todo un gremio. Eso es algo que queda excluido por la naturaleza misma de la técnica moderna.

Por tanto el binomio capital-trabajo no es un fenómeno retroalimentado que habría surgido entre unos primeros productores diligentes y otros holgazanes, que sería para estos autores el "hombre de paja" que Marx habría hecho de la interpretación liberal de la historia del capitalismo moderno, sino el fruto constante de un proceso diariamente regenerado, que a inicios de la Revolución Industrial tomó la forma de un éxodo de trabajadores a las ciudades que no fue consecuencia del capital sino causa del mismo, y que se regenera actualmente del nuevo capital producto de la actividad empresaria y no de su mera acumulación:

Como veremos más adelante, Marx trató de demostrar que en [la] lucha de clases los capitalistas se destruyen unos a otros y con el tiempo destruirán incluso el sistema capitalista. También trata de demostrar que la propiedad del capital conduce a una mayor acumulación. Pero esta manera de razonar, así como la misma definición de clase social, que hace de la propiedad de algo su característica constitutiva, sólo sirve para aumentar la importancia de la cuestión de la “acumulación primitiva”, es decir, de la cuestión  de cómo los capitalistas llegaron en un principio a ser capitalistas o cómo adquirieron aquel acopio de bienes, que, según la teoría de Marx, era necesario para permitirles iniciar la explotación. En esta cuestión Marx es mucho menos explícito. Rechaza con desdén el cuento de niños (Kinderfibel) burgués de que unas personas se han hecho capitalistas antes que otras, y siguen haciéndose cada día, por su superior inteligencia y capacidad de trabajo y ahorro. Y al mofarse de este cuento de los niños buenos actuaba agudamente, pues provocar una carcajada es, sin duda, un método excelente para deshacerse de una verdad molesta, como todo político sabe para su propia conveniencia. Nadie que mire los hechos históricos y presentes con un espíritu algo imparcial puede dejar de observar que este cuento de niños, aunque está lejos de decir la verdad, dice, con todo, una buena parte de ella. La inteligencia y la energía por encima de lo normal conducen en el noventa por ciento de los casos al éxito industrial y especialmente a la fundación de posiciones industriales. Y precisamente en las etapas iniciales del capitalismo y de toda carrera industrial individual el ahorro era y es un elemento importante en el proceso, aunque no tanto como lo explica la economía clásica. Es verdad que no se alcanza ordinariamente el estatus de capitalista (patrono industrial) ahorrando de un jornal o salario, para instalar una fábrica propia con los fondos así reunidos. La masa de la acumulación proviene de los beneficios y por ello presupone los beneficios; he aquí, en efecto, el fundamento racional para distinguir el ahorro de la acumulación. Los medios necesarios para dar comienzo a una empresa se adquieren  normalmente tomando a préstamo los ahorros de otras personas, cuya existencia en numerosas pequeñas reservas es fácil de explicar, o los depósitos que los bancos crean para el uso del presunto empresario. Sin embargo, este último ahorra por lo general; la función de su ahorro es ponerse a salvo de la necesidad de someterse a la dura faena cotidiana para ganar el pan de cada día y darse un respiro para mirar a su alrededor, desarrollar sus planes y asegurar la cooperación. [...] Además, había otro método análogo a éste, aunque no idéntico. En los siglos XVII y XVIII había más de una fábrica que no era más que un cobertizo que un hombre podía construir con sus propias manos y que sólo necesitaba para funcionar el equipo más simple. En tales casos lo único que se necesitaba era el trabajo manual del capitalista en retrospectiva, más un reducido fondo de ahorros [...]

El problema del ahorro en el modelo marxiano lleva entonces a Schumpeter a observar el segundo paso necesario de la argumentación que es la acumulación originaria o "primitiva":

La carcajada hizo su efecto, sin embargo, y ayudó a despejar el camino a la otra teoría de Marx de la acumulación primitiva. Pero esta teoría no es tan exacta como sería de desear. La fuerza, el robo, la subyugación de las masas facilitan su expoliación y, a su vez, los resultados del pillaje facilitan la subyugación; todo esto era correcto, por supuesto, y concordaba admirablemente con las ideas comunes entre los intelectuales de todos los tipos, aún más en nuestros días que en los de Marx. Pero evidentemente esto no soluciona el problema, que es explicar cómo algunos adquirieron el poder para subyugar y robar [...y cómo evitaron que esta misma expoliación devenga esclavitud] si se acepta el punto de vista burgués de que el feudalismo era un reinado de la fuerza. [...] La teoría de las clases concebida primordialmente para las condiciones de la sociedad capitalista se extendió a su predecesora feudal, y algunos de los problemas más espinosos fueron relegados al recinto feudal para aparecer como zanjados, en forma de datos, en el análisis de las formas capitalistas. El explotador feudal fue simplemente reemplazado por el explotador capitalista. En los casos en que los señores feudales se convertían efectivamente en industriales bastaría con esto para resolver lo que aún quedaba de problemático. La prueba histórica ofrece cierto apoyo a esta concepción; muchos señores feudales, especialmente en Alemania, establecieron y dirigieron, efectivamente, fábricas, aportando a menudo los medios financieros, con sus rentas feudales, y el trabajo, con la población agrícola (en muchos casos sus siervos, aunque no necesariamente). En todos los demás casos el material utilizable para tapar este hueco es claramente inferior.

La única manera correcta de expresar la situación, afirma Schumpeter, es diciendo que, desde un punto de vista marxista, no hay explicación satisfactoria, sin que para obtenerla es preciso acudir a elementos extraños a Marx que sugieren conclusiones no marxistas, ya que incluso en el caso de la acumulación de capital comercial por robo “la explicación de Marx es inadecuada, porque, en última instancia, el robo afortunado ha de basarse en la superioridad personal del que roba” y admitirlo insinúa una teoría muy diferente de la estratificación social:

Esto, sin embargo, adultera la teoría tanto en su raíz histórica como en su raíz lógica. Como la mayoría de los métodos de acumulación primitiva explican también la acumulación ulterior –la acumulación primitiva como tal continuaría a través de toda la era capitalista–, no es posible decir que la teoría de Marx sobre las clases sociales sea correcta, excepto para la explicación de las dificultades relativas a los procesos de un pasado remoto. Pero es tal vez superfluo insistir en las deficiencias de una teoría que ni en los casos más favorables se acerca por ninguna parte a la médula del fenómeno que pretende explicar y que nunca debió haber sido tomada en serio. [...] La división tajante entre personas que (juntamente con sus descendientes) se supone que son capitalistas de una vez para siempre y otras que (junto con sus descendientes) se supone que son proletarios de una vez para siempre no solamente es, como se ha apuntado con frecuencia, totalmente irreal, sino que pasa por alto el punto saliente con respecto a las clases sociales: la incesante elevación y caída de familias singulares al estrato superior y su incesante descenso del mismo. Los hechos a que estoy aludiendo son todos obvios e indiscutibles. Si no aparecen en el tapete de Marx la razón sólo puede radicar en sus implicaciones no marxistas.
Disponemos [...] de un considerable cúmulo de historiales sobre familias industriales, intelectuales e incluso obreras. Se ha comenzado a preparar colecciones de historiales familiares, entre los cuales destaca la realizada por el profesor Haensels (Moscú), que supera el millar de casos. La descripción que resulta es acorde con el dicho americano: "Tres generaciones separan a un descamisado de otro descamisado". En grado aún superior respalda nuestra tesis de que el contenido de toda clase "superior" no se modifica meramente, sino que se forma actualmente por la elevación y decadencia de familias concretas; e igualmente, que la demostrable transgresión de las barreras de una clase no es la excepción sino la regla invariable en la vida de toda familia perteneciente a una "clase superior", y, a pesar de ciertas variaciones de detalle, no es probable que nos encontremos con grandes sorpresas. 
Naturalmente, el problema más interesante está en qué medida las familias industriales se reclutan directamente en las clases trabajadores, y en qué medida también del estrato superior de esta clase [...]. Un censo ordinario servirá para responder a esta pregunta, que debemos agradecer a Chapman. Este investigador estudió la industria algodonera de Inglaterra y encontró que entre el 63 y 85 por 100 de los empresarios y otros directivos habían surgido directamente de la clase trabajadora [...]

Schumpeter finaliza buscando motivaciones ideológicas en el tratamiento que sobre el tópico han realizado los historiadores socialistas; para el autor no sería superfluo "considerar el papel que esta teoría [de la acumulación originaria] desempeña dentro de la construcción de Marx y preguntarnos a qué intención analítica —en oposición a su uso como instrumento para el agitador— trataba de servir".

### Otras críticas
Marx mismo, en cierta medida, expresó sus dudas sobre la veracidad de su teoría de la acumulación primitiva, cuando describe en el capítulo 25 de El capital el desarrollo del capitalismo en América del Norte. Citó a Wakefield contemporáneamente, quejándose de que los agricultores estadounidenses tendieran a poblar el terreno en lugar de forzar el precio del mismo y convertir a los agricultores en obreros asalariados –es decir, que los apropiadores privados no utilizaban los "métodos de la acumulación primitiva" descritos por Marx–. Como resultado, los EE. UU. habían creado un entorno a la vez privado y burgués pero completamente inadecuado para la creación de capitalistas que dependieran del trabajo asalariado. El salario de los obreros americanos era más alto que el de los obreros de Europa occidental, y los empresarios se quejaban de "su falta de dependencia" para con el capital ajeno. Adicionalmente, muchas veces los propios trabajadores se convertían en empresarios o agricultores. Y sin embargo, a pesar de la falta de "métodos de acumulación primitiva", y a pesar de la supuesta "plaga anticapitalista", que, según Marx, infectaba a la población norteamericana, fue allí donde la producción capitalista se desarrolló más rápidamente.
En Australia se daba la situación opuesta. Allí el gobierno británico obligó a los trabajadores inmigrantes durante muchos años a trabajar por salarios bajos en hospedajes hasta los últimos días de su vida para conseguir un pedazo de tierra de por sí muy costoso. Esto facilitaba su transformación en trabajadores asalariados y les impedía convertirse en agricultores. Pero este "método de la acumulación primitiva" no contribuyó al desarrollo capitalista de Australia ni de otras colonias británicas. "Es muy característico, –escribe Marx - que el gobierno británico en los últimos años llevara a cabo este método de ‘acumulación primitiva’, recomendado por el señor Wakefield específicamente para su uso en las colonias. El fracaso era tan vergonzoso como el fracaso de la Ley bancaria de Peel. La única consecuencia fue que el flujo de emigrados de las colonias británicas fuera rechazado por los Estados Unidos [...]. La producción capitalista se desarrolló en Estados Unidos a pasos agigantados, mientras que aquí en Australia solo perduró el estancamiento, el desempleo y una prostitución creciente".
Las contradicciones entre estos patrones descubiertos por Marx fuera de Europa y los que se han descrito para la mayor parte de Europa, no impidieron que la teoría de la acumulación primitiva se esparciera y terminara siendo reconocida como una verdad oficial un siglo después de la publicación de El capital fue reconocido en el mundo científico y que se encontraran pocas voces para cuestionarla.
Sin embargo, de 1960 a 1970, las teorías de Marx comenzarían a ser criticadas por un grupo de economistas e historiadores que conducirían un concienzudo estudio del proceso de industrialización en Europa Occidental desde los siglos XVII a XIX. Según el historiador francés Jean-François Bergier, sus hallazgos refutan la teoría marxista de la acumulación primitiva. Ellos se reducen al hecho de que, en primer lugar, la disponibilidad de capital no juega un rol importante sino menor en la industrialización y, en segundo lugar, que la vasta mayoría en el papel de capitalistas industriales no fueron los que enriquecieron como resultado de "métodos de la acumulación primitiva" sino desde la clase media. Así es como el historiador formula esta última conclusión, en general, para la industrialización de Europa occidental:

Prácticamente todos los empresarios comenzaron con una pequeña planta, que estos construyeron para sí mismos, o que compraron, y con el mismo pequeño número de empleados. Desarrollaron su negocio en una situación de equidad sobre la base de préstamos provenientes del pequeño círculo de familiares, amigos o conocidos. Más aún, no podrían haberlo hecho de otra forma, porque es muy raro tener acceso a grandes cantidades de capital propiedad de banqueros, comerciantes y grandes terratenientes. Tanto la expansión como la renovación de la fábrica se realizó a expensas de sus propios beneficios.
La autofinanciación fue la regla en los albores de la industrialización. Y, recién en una segunda instancia, la auto-financiación permitió que grandes empresas se expandieran a través de las empresas más pequeñas y menos rentables. De hecho, incluso la gente de negocios no pusieron su dinero en la forma de inversión industrial, y el sector bancario no cumplía con las necesidades de este último sector hasta 1850 y aún después.

La misma opinión fue expresada por el famoso historiador inglés Christopher Hill, refiriéndose a la investigación del proceso de industrialización de Inglaterra:

La nueva industria del siglo XVIII fue creada lenta y dolorosamente por los empresarios que la fundaron; sólo muy rara vez les ayudaron en esto los bancos provinciales locales.

En la primera etapa de la industrialización británica, indica el historiador, la mayoría de los empresarios eran agricultores, pero también había representantes de otros grupos sociales: comerciantes, terratenientes, comunidades protestantes.
En lo que concierne al capital acumulado en el curso de la "acumulación primitiva", la opinión de muchos historiadores modernos no coincide con la opinión de Marx. Hill escribe en relación con Inglaterra que no hay casi ninguna evidencia de que los fondos del "saqueo de la India", que habría comenzó en la década de 1760, pudiera haber ser invertido en la industria: la mayor parte de ella se gastó en el mantenimiento del elegante estilo de vida colonial de Nabab y en los sobornos con el fin de adquirir inmunidad política. Además, hasta la década de 1760, Inglaterra apenas recurrió al "saqueo colonial" como "método de acumulación originaria" en el sentido descrito por Marx. Todas sus colonias se limitaron esencialmente a unas pocas áreas de América Central y América del Norte, en las que no prevaleció el "robo colonial" sino el desarrollo de los colonos territoriales. En comparación con los portugueses, los holandeses y los franceses la presión fiscal era relativamente pequeña así como su participación en el comercio mundial de esclavos. Dos de las primeras colonias inglesas importantes en África (Senegal y Goreyu) rechazaron a Francia durante la Guerra de los Siete Años (1756-1763), y fue solo a partir de este momento que surgió una verdadera participación a gran escala en el comercio de esclavos. Mientras tanto, la aceleración del crecimiento industrial en Inglaterra comenzó en tempranamente en el siglo XVIII. Esto es, casi un siglo antes del "saqueo colonial".
No muchos historiadores modernos están de acuerdo con la tesis de Marx sobre la pauperización de la población en el siglo XVIII durante la industrialización rusa. Por ejemplo, apuntan al hecho de que el salario real promedio en Inglaterra ya en el período de 1721-1745 se había incrementado un 35% en comparación con el de mediados del siglo XVII, y que continuó creciendo en el futuro, mientras que en el medio siglo anterior había caído dos veces. Por lo tanto, el proceso de pauperización de la población de Inglaterra se confina principalmente a los siglos XVI a XVII, cuando la industria todavía había evolucionado muy poco.
La mayor parte de los actuales historiadores argumentan en contra de la tesis de las expropiaciones violentas de los campesinos ingleses de sus tierras y su reflujo hacia la ciudad, señalando que las leyes del siglo XVIII, hasta cierto punto, protegía sus intereses, y que de acuerdo a estas nadie por la fuerza podía quitarles sus posesiones personales y la unidad de su propio hogar. El desplazamiento de campesinos de sus parcelas se llevó a cabo no en la forma de expropiación o robo, sino por el uso de métodos económicos. En las villas surgió un rápido desarrollo de economías capitalistas, creando una enorme competencia para los campesinos individuales que no tenían oportunidad de introducir métodos de cultivo avanzados y que ya habían reorientado su producción para el mercado. Por lo tanto, para los agricultores fue más rentable vender sus tierras y convertirse en trabajadores asalariados, cuyo nivel de vida les resultaba más alto frente a la situación presente que además implicaba el riesgo casi certero de perder todas sus propiedades que ya no les servía como forma autónoma de subsistencia en una situación de individualización de las tierras de cultivo Esto no quiere decir que los campesinos no hubieran terminado viviendo el proceso de industrialización capitalista como un “dilema del prisionero” con un grave sufrimiento a posteriori, pero el sufrimiento no estaba asociado con el empobrecimiento artificial ni con la violencia, sino sobre los ya frágiles cimientos de sus medios de subsistencia y la propensión generalizada al cambio en el estilo de vida.
En los escritos de algunos historiadores, que, junto con Hill y Bergier, también se puede encontrar a Charles Wilson e Immanuel Wallerstein se fue elaborado una visión alternativa de las causas de la Revolución Industrial coincidente con la de Schumpeter, aunque no fueran propiamente liberales en su visión del desarrollo capitalista. Según sus conclusiones, la rápida industrialización de Inglaterra y varios países de Europa central (Prusia, los principados alemanes, Austria, Suecia) en el período comprendido entre finales del siglo XVII hasta el principio o mediados del siglo XIX, se produjo como consecuencia de la nueva mecánica económica establecida en estos países después de la guerra de los Treinta Años, 1618-1648, y en Inglaterra después de la Revolución Gloriosa de 1688. Central a este mecanismo fue el mercantilismo y el proteccionismo. Según estos historiadores y al contrario que Marx, el sistema proteccionista no fue dirigido tanto para servir a los intereses del gran capital o el comercio en su conjunto sobre el desarrollo de la industria nacional y su agricultura o para aumentar el empleo; a la inversa fue este sistema el que proporcionó el desarrollo de la industria británica, en contra de la competencia de los más fuertes, mientras que la industria holandesa posibilitó el desarrollo industrial de Prusia, Austria y Suecia. La misma razón llevó a la revolución agraria británica.
Otro elemento nuevo que surgió en este período, fue la lucha contra los monopolios y garantizar una genuina libertad de empresa. Finalmente, el tercer elemento de este nuevo período, que según muchos historiadores era un contrato social entre las empresas y la sociedad, para asegurarse de que estas adhirieran a un cierto "código de honor" y que no se aplicarán mutuamente ninguna forma de expropiación, robo u otros métodos que pudieran interpretarse como de acumulación primitiva o expropiación revolucionaria. Por la misma razón, de acuerdo con este punto de vista, se puede explicar el éxito de la industrialización norteamericana en el siglo XIX.
La suma de estos puntos de vista casi contradice toda la teoría de la acumulación primitiva. Como han señalado incluso sus partidarios, Alemania, Estados Unidos, Austria e Inglaterra en el momento de su avance en el campo de la industrialización en los siglos XVIII-XIX, no estaban dedicadas a "robar a las colonias", y aquellos países que sí lo habían hecho (España, Portugal, Holanda, Francia), en contra de la teoría de la acumulación primitiva, crearon situaciones de crisis o declive prolongado y no tuvieron una propia revolución industrial, a pesar del enorme capital acumulado como resultado de la trata de esclavos y la expansión colonial, cuestiones que Marx describió como "robar a la gente" y que continúa en el segundo grupo durante los siglos XVIII-XIX. Sin embargo esto no contribuyó a la industrialización, ya que redujo el número de consumidores dispuestos a pagar por los bienes manufacturados. Por el contrario, la rápida industrialización ayudó a lanzar al inglés medio en el siglo XVIII a un crecimiento de los salarios en Inglaterra, y la rápida puesta en marcha de la industrialización de América en el siglo XIX llevó a un alto nivel de los salarios en los Estados Unidos. Fue esto lo que creara la demanda de consumo de masas necesaria para la producción en masas de bienes industriales y el consecuente desarrollo industrial.
En El capitalismo y los historiadores, el economista Friedrich A. Hayek junto a historiadores económicos como T.S. Ashton y Louis Hacker, propone una relectura no-marxista y liberal de la historia del desarrollo posterior del capitalismo, en particular la Revolución industrial. Otro ejemplo importante de la influencia neoliberal en el debate es el del institucionalista Douglass North cuyo estudio clásico El nacimiento del mundo occidental, que cubre el período entre los años 900 y 1700, ha sido tenido muy en cuenta entre los historiadores marxistas a pesar de que parte de un análisis basado en el economicismo neoclásico:

La índole del estudio histórico aclara en parte la lamentable falta de explicación de los hechos relevantes que se observan en estos dos siglos. La mayoría de los historiadores profesionales comparten la tendencia de moda de despreciar las generalizaciones y prefieren especializarse en cierto campo durante un período preciso. Por eso son pocos los estudiosos que han intentado alguna vez dar una mirada sistemática y cósmica al vasto tema de Europa durante los siglos XVI y XVII.
Hay una excepción importante a esta última afirmación, y posiblemente a las anteriores, y se refiere a los historiadores marxistas, cuya teoría de la historia tropieza con dificultades con dichos siglos. De acuerdo con su óptica, al feudalismo lo sucedió el capitalismo. La dificultad está en que en 1500 el feudalismo ya estaba enterrado en Europa occidental, mientras el capitalismo, como hoy se le conoce, no había nacido aún y la revolución industrial estaba a dos siglos y medio en el futuro. Se inventó, pues, el "capitalismo naciente" o "capitalismo comercial" para llenar este lapso, como etapa de organización comercial con dinámica marxista y todo: un período de expansión durante el siglo XVI y una crisis (contracción) durante el siglo XVII, lo que condujo al capitalismo y a la revolución industrial. En nuestra explicación no existe el problema de este vacío.

Al trabajo de North debe agregarse el del economista Oliver E. Williamson en sus múltiples trabajos sobre la estructura de las instituciones en los mercados capitalistas.
El problema también sería abordado y desarrollado por sociólogos contemporáneos deudores del institucionalismo, como Jean Baechler y Simon Kuznets, entre otros.

## Debates actuales
Para el marxismo los procesos de expropiación propios de la acumulación originaria han formado parte de la acumulación y expansión transnacional del capital durante los dos últimos siglos. Desde este punto de vista puede considerarse que el proceso de desposesión generalizada de medios de producción está prácticamente consumado. El desempleo y los grandes flujos migratorios en la actualidad muestran que la condición de los expropiados de medios de producción sigue marcando a la sociedad capitalista. Por otra parte, propuestas políticas reformistas como la creación de un salario universal de ciudadanía, o renta básica que desvincule el derecho a tener acceso a medios de vida de la obligación de trabajar para otro, interpelan a esa condición de expropiado y revierten, en una escala de gestión social de la riqueza, la expropiación. 
Los críticos pueden argumentar que ese salario universal solo es técnicamente posible en las sociedades ricas y que la riqueza de esas sociedades se basa en la explotación del tercer mundo. Contra esta última tesis se levanta la réplica de Peter Bauer en su Crítica de la teoría del desarrollo donde objeta las diferentes teorías acerca del colonialismo económico y el círculo vicioso de la pobreza, y plantea que tiene más sentido decir que el capital es creado durante el proceso de desarrollo que afirmar que el desarrollo es una función del capital. 
El economista austríaco Ludwig von Mises en su obra El socialismo: análisis económico y sociológico ya había planteado que la concentración del capital sucedió no por una expoliación originaria sino por la falta de competitividad de la mayoría de casi todos los capitales de las industrias diversificadas o en manos de quienes las trabajan, llevando así, en una tendencia connatural a la economía de mercado, a la ruptura del trabajador individual independiente en capitalistas y asalariados; tendencia que, a la inversa, el mercado revierte en el caso del comercio y ciertas industrias específicas cuya productividad es mayor en unidades pequeñas (por esto es que uno de los principales adversarios del autor, Karl Polanyi, haría énfasis en la crítica al liberalismo y a su imposición coercitiva, previa al capitalismo, del derecho burgués, de la realidad insegura de la libertad y la propiedad individual). En consecuencia, concluye Mises, la concentración del capital hubiera ocurrido sin "expropiación originaria", y si esta concentración no hubiera sido eficiente en el mercado se habría disuelto a pesar de la "expropiación originaria", por lo cual no tiene caso rastrear los orígenes de la propiedad sino establecer su capacidad presente en desarrollar la adecuada asignación de la producción. Si para el marxismo la pequeña burguesía con su capital disperso en mayores manos está destinada a desaparecer por su ineficiencia tecnológica frente a un gran capital concentrado (que requiere eficiencia independientemente de su origen y cuya concentración no solo debe ser física sino económica: en pocas manos desligadas de cualquier statu quo gremial o cooperativo de los trabajadores existentes en cada instalación), entonces no debería hacerse diferencia a la hora de explicar la proletarización del campesinado recurriendo a una expropiación extraeconómica originaria, cuya existencia empírica ha sido a su vez puesta en duda por diferentes historiadores y economistas (algunos de ellos sus sucesores) en la obra compilatoria El capitalismo y los historiadores.